# BBコミュニケーター
BBコミュニケーター（びーびー・こみゅにけーたー）は、ソフトバンクBBが提供するIP電話サービスとメール、スケジューラーなどのアプリケーションサービスを統合したコミュニケーションサービスの商標。

## 概要
通常、IP電話は特定のプロバイダーでしか利用できないが、BBコミュニケーターはどのプロバイダーでも利用できるIP電話サービスである。本来、ソフトバンクBBが提供するBBフォンを利用するためには、同社が提供するブロードバンドサービスであるYahoo! BBに加入する必要があったが、BBコミュニケーターに加入すれば、どのプロバイダーでもBBフォンを利用することができ（厳密にはBBフォンとは異なるサービスであるが、料金などはほとんど同等である）、無料通話や格安で通話ができる。
BBコミュニケーターには、家庭の電話機に接続して利用する電話アダプター、パソコン上で電話ができるフォンアプリ、フォンアプリがUSBメモリに格納されており、パソコンにインストールしなくてもフォンアプリが利用できるUSBフォンの3タイプがある。
また、電話サービス以外にもメール、スケジューラー、ToDo、アドレスブック、メモなどの機能がウェブブラウザ上で利用できる。

## 終焉
2011年1月31日をもってBBコミュニケーターのサービスを終了することになった。

## 特徴
特徴として以下の点があげられる。
- 「my BBコミュニケーター」が正式名称である。
- 050で始まる番号をひとつ持つことができる。
- BBコミュニケーターの会員同士はもちろん、Yahoo!BBのIP電話、BBフォンとも無料で通話ができる。
- 現在ソフトバンクテレコムが運営するISP、ODNのIP電話とも無料で通話ができる。（2009年1月27日より）
- 無料通話の場合には、呼び出し音の前に「プププ」という音が2回聞こえることで確認ができる。
- どのプロバイダーに加入していても利用できる。
- インターネット回線、PC、ヘッドセット（あるいはイヤホン＋マイク）があれば、あとは無料でダウンロードできるフォンアプリをインストールすることで利用できる。
- 基本料金（315円＋ユニバーサルサービス料8.4円）＋従量課金で利用できる。（フォンアプリの場合）（2009年4月15日現在）
- 家庭の電話機を使うためには別途ルーターのレンタル/購入が必要である。
- 日本国内であれば、距離に関係なく格安の料金で通話ができる。
- 海外からでも日本国内への通話であれば、国内料金で通話ができる。
- 電話の転送（転送電話）や留守番電話（ボイスメール）が標準でついている。
- ボイスメールはメールに添付の形で指定のメールアドレスで受信することができる。（.wavファイルで添付される）
- おトク割というオプションに加入すれば、一般加入電話とは3分7.35円、携帯電話とは1分15.75円という格安の料金で通話ができる。

## BBコミュニケーターの端末

### BBコミュニケーター対応ブロードバンドルータ
13,440円で購入、または月399円（無線LANキットを利用する場合はさらに714円プラス）でレンタルできる。家庭用の電話機とモデム等のインターネット接続機器に接続すると家庭用の電話機でBBコミュニケーターでの通話ができる。また、無線ブロードバンドルータとしても利用が可能。

### フォンアプリ
BBコミュニケーターのホームページから無料でダウンロードが可能。パソコン上でIP電話、チャットが利用できる。パソコン上で相手の電話番号をダイヤルすることによって、電話をかけることができるが、あらかじめアドレスブックに登録しておけば、電話したい相手をクリックするだけで（クリックコール）電話することができる。電話やチャットをする際、プレゼンス（在席）情報を確認することにより、相手が電話やチャットをできるか確認できる。

### BBコミュニケーター専用USBフォン
3,675円で購入できる。フォンアプリがUSBメモリの中に入っており、自宅や会社以外のパソコンでBBコミュニケーターを利用するときに、フォンアプリをインストールしなくてもよい。メモリサイズは256MB。

## BBコミュニケーターの機能

### IP電話
BBコミュニケーター会員同士、BBフォンとは無料で通話だけでなく、一般加入電話や携帯電話、国際電話とも通話が可能。また、転送電話やボイスメール（留守番電話）も利用できる。

### アプリケーション
メール、スケジューラー、アドレスブック（アドレス帳）、ToDo、メモをWEBブラウザで利用できる。
メールはWEBブラウザ以外でも、POP、IMAPに対応したメールソフトでも利用可能。また、MAPIコネクタというソフトをダウンロードすることによりMicrosoft社のOutlookでもアプリケーションを利用することができる。

## 法人向けサービス
2007年8月31日のソフトバンクBBのプレスリリースによると、今後、法人向けサービスとして、
MicrosoftのExchangeサーバの代わりとなるグループウェアをASP（アプリケーション・サービス・プロバイダ）形式で提供する予定で、この法人向けサービスを導入すると、今までOutlookを使っていたユーザがExchangeサーバを運用する必要がなくなるため、大幅な運用コストの削減が見込める。